# Severstal
Severstal (Russisch: Северсталь, Severstal) is een groot Russische staalbedrijf en een van de grotere in de wereld. Het heeft haar hoofdkantoor in Tsjerepovets in het noordwesten van Rusland.
Zowat 77% van Severstal is in handen van de Russische oligarch Aleksej Mordasjov. Net geen 23% wordt vrij verhandeld op de beurzen van Moskou, Londen en Frankfurt.
Severstal bezit de kleine regionale luchtvaartmaatschappij Severstal Airlines en is ook eigenaar van de ijshockeyclub Tsjerepovets.

## Activiteiten
PAO Severstal is een achterwaarts geïntegreerd staalbedrijf met twee onderdelen: Severstal Resources, de mijnen, en Severstal Russian Steel, de staalfabrieken. Het bedrijf is vooral in Rusland actief en hier realiseerde het in 2021 circa 55 procent van de totale omzet. Europa was met 31 procent ook een belangrijke afzetmarkt. Het Europese aandeel was de voorbije jaren gestegen terwijl dat van Rusland afnam. De bouw was met 60 procent de belangrijkste sector.

### Staal
Severstal Russian Steel is een geïntegreerd staalbedrijf bij de stad Tsjerepovets. Hier worden warm- en koudgewalst staal, gebogen profielen, buizen en andere vormen van metaal gemaakt voor de olie- en gas-industrie, bouw, auto-industrie en machinebouw. Het omvat ook een grote buizenfabriek nabij Sint-Petersburg. In Rusland is Severstal een grote leverancier van buizen voor olie- en gastransport. Er is ook een ingenieursbureau dat staalstructuren, gebouwen en industriële installaties op maat ontwerpt en bouwt. Severstaal maakt ook masten voor windturbines en maakt deel uit van een joint venture die windturbines bouwt. De staalactiviteiten stellen bijna 40 duizend mensen te werk.

### IJzererts en steenkool
Severstal Resources is een belangrijke producent van ijzererts en cokes. In 2016 werd zo’n 15 miljoen ton ijzererts geproduceerd en circa 4 miljoen ton steenkool uit vier Russische mijnen. Dit laat Severstal toe voor zo'n 80 procent zelfvoorzienend te zijn in cokes en elektriciteit en 130 procent in ijzererts. Het overschot aan erts wordt aan derden verkocht. Dit onderdeel telt ruim 14 duizend medewerkers.

### Resultaten
| Jaar | Omzet         | Winst         | Staalproductie | Werknemers |
| ---- | ------------- | ------------- | -------------- | ---------- |
| 2021 | US$ 11,6 mld. | US$ 4,1 mld.  | 11,6 mln. t    | 53.832     |
| 2020 | US$ 6,9 mld.  | US$ 1 mld.    | 11,3 mln. t    | 52.221     |
| 2019 | US$ 8,2 mld.  | US$ 1,8 mld.  | 11,6 mln. t    | 50.679     |
| 2018 | US$ 8,6 mld.  | US$ 2,1 mld.  | 12 mln. t      | 49.667     |
| 2017 | US$ 7,8 mld.  | US$ 1,4 mld.  | 11,7 mln. t    | 49.462     |
| 2016 | US$ 5,9 mld.  | US$ 1,6 mld.  | 11,6 mln. t    | 50.029     |
| 2015 | US$ 6,4 mld.  | US$ 603 mln.  | 11,5 mln. t    | 50.567     |
| 2014 | US$ 8,3 mld.  | US$ –1,6 mld. | 11,3 mln. t    | 53.492     |
| 2013 | US$ 9,4 mld.  | US$ 89 mln.   | 10,7 mln. t    | 61.360     |
| 2012 | US$ 10,2 mld. | US$ 820 mln.  | 10,6 mln. t    | 67.297     |
| 2011 | US$ 15,8 mld. | US$ 2,2 mld.  | 11,4 mln. t    | 69.583     |
| 2010 | US$ 13,6 mld. | US$ –515 mln. | 14,7 mln. t    | 79.212     |
| 2009 | US$ 13 mld.   | US$ –1,1 mld. | 16,7 mln. t    | 80.766     |
| 2008 | US$ 22,4 mld. | US$ 2 mld.    | 19,2 mln. t    | 80.044     |
| 2007 | US$ 15,3 mld. | US$ 1,9 mld.  | 17,5 mln. t    | >100.000   |
| 2006 | US$ 12,4 mld. | US$ 1,2 mld.  | 17,6 mln. t    | >100.000   |
| 2005 | US$ 10,4 mld. | US$ 1,8 mld.  | 16,8 mln. t    |            |
| 2004 | US$ 6,6 mld.  | US$ 1,4 mld.  | 10,4 mln. t    | 54.597     |
| 2003 | US$ 3,2 mld.  | US$ 591 mln.  | 9,9 mln. t     | 55.347     |
| 2002 | US$ 2,3 mld.  | US$ 180 mln.  | 9,6 mln. t     | 52.439     |
| 2001 | US$ 1,8 mld.  | US$ –467 mln. | 9,3 mln. t     | 43.524     |
| 2000 | US$ 2 mld.    | US$ 453 mln.  | 9,5 mln. t     | 45.350     |
| 1999 | US$ 1,5 mld.  | US$ 175 mln.  | 9 mln. t       | 44.798     |
| 1998 | US$ 2 mld.    | US$ –242 mln. |                | 47.018     |

## Geschiedenis

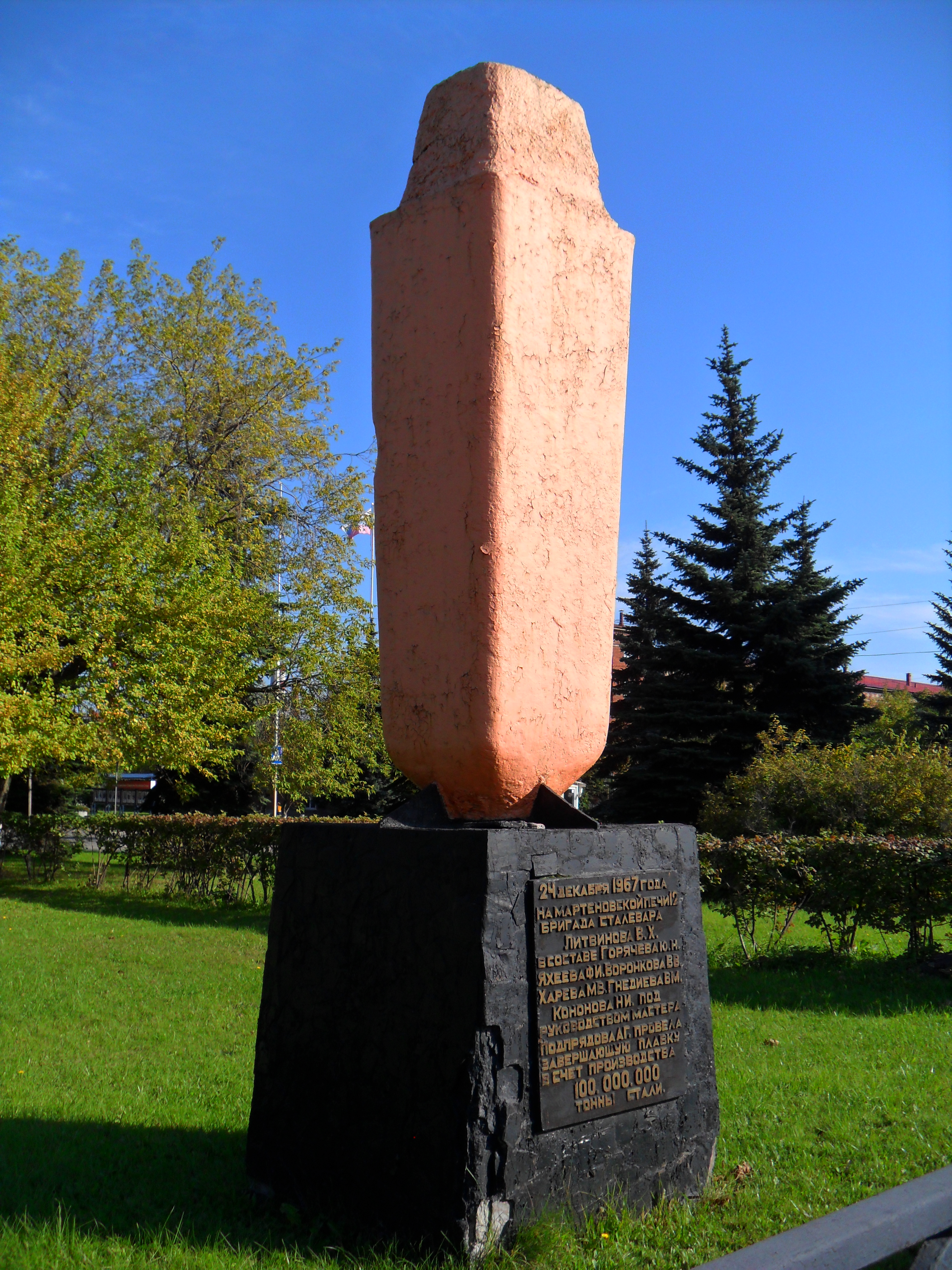
Een deel van de 100 miljoenste ton staal uit de fabriek in 1967 werd als monument neergezet in de stad.

### Oprichting en uitbouw
Begin jaren dertig werd ijzererts gevonden op het schiereiland Kola en steenkool in het Laagland van Petsjora. In 1940 werd beslist een staalfabriek te bouwen in Tsjerepovets, dat goed per spoor en kanaal ontsloten was. De plannen liepen vertragen op door de Tweede Wereldoorlog. Op 24 augustus 1955 produceerde de IJzer- en Staalfabriek van Tsjerepovets zijn eerste gietijzer, een jaar later gevolgd door de eerste eigen cokes uit de bijhorende cokesfabriek. In 1959 kwam de eerste staalwalserij in bedrijf en tien jaar later de eerste vlamboogoven. In 1986 werd een vijfde hoogoven opgestart.

### Privatisering
Op 24 september 1993 werd het bedrijf per decreet van Boris Jeltsin omgevormd tot de vennootschap met aandelen Severstal en verwierf Aleksej Mordasjov tijdens de voucherprivatiseringen een groot deel van het bedrijf. Het conglomeraat telde meer dan honderd bedrijven met meer dan 130.000 werknemers.

### Overname mijnen en Amerikaanse fabrieken
Vervolgens begon een periode van overnames met de ijzerertsmijnen Karelsky Okatysh en Olcon en cokesproducent Vorkutaugol in het noorden van Rusland. Ook werd Severstal Airlines opgericht, een kleine regionale luchtvaartmaatschappij die vanuit Tsjerepovets opereert. In de Verenigde Staten werd Rouge Steel uit Dearborn (Michigan) opgekocht en een nieuwe fabriek gebouwd in Columbus (Mississippi). Een paar jaar later werden ook WCI Steel uit Warren (Ohio), Wheeling-Pittsburgh Steel uit Wheeling (West Virginia), de Sparrows Point-fabriek van Mittal Steel in Sparrows Point (Maryland) en mijnbouwbedrijf PBS Coals uit Pennsylvania overgenomen.

### Beursgang
In juni 2005 kreeg het bedrijf een beursnotering op de MICEX, die is opgegaan in de Moscow Exchange. In november 2006 trok het ook naar de Beurs van Londen.

### Mogelijke fusie met Arcelor
Op 26 mei 2006 verklaarde Arcelor te willen fuseren met Severstal in reactie op een bod van Mittal Steel op haar bedrijf. Een maand later stemde Arcelor alsnog in met een fusie met Mittal Steel, waardoor het grootste staalconcern ter wereld ontstond; ArcelorMittal. In 2008 kocht Severstal van ArcelorMittal de Sparrows Point-staalfabriek. De fabriek moest worden verkocht als voorwaarde van de Amerikaanse autoriteiten voor toestemming aan de staalfusie. De fabriek ligt aan zee en grondstoffen en halffabricaten kunnen vanuit Rusland per zeeschip worden aangevoerd. De totale capaciteit van Severstal nam met een vijfde toe door de transactie.

### Afstoten van Amerikaanse onderdelen
In 2008 kelderde de waarde van het bedrijf met 80 procent door de kredietcrisis en vielen 9000 ontslagen.
In 2011 werd de Sparrows Point staalfabriek alweer verkocht en in 2014 volgden de twee andere Amerikaanse staalfabrieken die voor 2,3 miljard dollar werden overgedragen. Ook PBS Coals werd van de hand gedaan. De fabriek in Columbus is overgegaan naar Steel Dynamics en de fabriek in Dearborn naar AK Steel. De laatste fabriek draaide met verlies. De Amerikaanse activiteiten hadden een aandeel van 30 procent in de totale omzet van Severstal.
In 2012 werd ook goudmijnbouwbedrijf Nordgold afgestoten. Severstal had besloten zich terug te trekken op de thuismarkt. In 2017 nam het de Yakovlevsky-ijzerertsmijnen in Belgorod over. In 2022 werd steenkoolmijn en cokesproducent Vorkutaugol verkocht.
Acron ·
Aeroflot ·
AFK Sistema ·
ALROSA ·
Bashneft ·
Beurs van Moskou ·
DIXY ·
FGC UES ·
FosAgro ·
Gazprom ·
Inter RAO UES ·
LSR Group ·
LUKOIL ·
Magnit ·
Mechel ·
MegaFon ·
MMK ·
Mosenergo ·
MTS ·
M.video ·
Moskou Credit Bank ·
Norilsk Nikkel ·
Novatek ·
Novolipetsk Steel ·
Oeralkali ·
PIK Group ·
Polymetal ·
Polyus ·
Rosneft ·
Rosseti ·
Rostelecom ·
RusHydro ·
Rusagro ·
Rusal ·
Sberbank ·
Severstal ·
Soergoetneftegaz ·
Tatneft ·
TMK ·
Transneft ·
VTB bank ·
Unipro ·
United Wagon Company ·
Yandex ·
Zeehandelshaven van Novorossiejsk
Aeroflot ·
FGC UES ·
Gazprom ·
Gazprom neft ·
Inter RAO UES ·
LUKOIL ·
Magnit ·
Mechel ·
MMK ·
Mosenergo ·
MTS ·
MRSK Holding ·
Norilsk Nikkel ·
Novatek ·
Novolipetsk Steel ·
Oeralkali ·
OGK-3 ·
Raspadskaya ·
Rosneft ·
Rostelecom ·
RUSAL ·
RusHydro ·
Sberbank ·
Severstal ·
Soergoetneftegaz ·
Tatneft ·
Transneft ·
VTB bank